# WONDERFUL WORLD (ラジオ番組)
WONDERFUL WORLD（ワンダフル・ワールド）は、TOKYO FMで放送されていたラジオ番組。2007年4月2日放送開始。「ワンダフルなトピックスと心地よい音楽」をコンセプトにしている。過去は「写メール特派員」と称してリスナーから投稿された写真を元に話題を展開していた。2009年からは映画の話題を中心とした構成になった。
2010年3月31日で放送終了。次番組は「4ROOMS」。

## 放送時間
- 2007年4月 - 2009年3月：毎週月曜日 - 木曜日 17:00 - 19:55
- 2009年4月 - 2009年12月：毎週月曜日 - 木曜日 16:00 - 19:00
- 2010年1月 - 3月：毎週月曜日 - 木曜日 16:00 - 18:50

## DJ
- 小山ジャネット愛子
- 茂木淳一（2007年4月2日 - 2008年9月30日）
- 松本ともこ（小山のピンチヒッター。2009年9月7日 - 10日）

## タイムテーブル
2010年1月現在
- 16:10 TOKYO FM トラフィック
- 16:25 CINEMA WONDERFUL WORLD
- 16:50 交通情報〈呉工業〉
- 16:57 ローソンチケット・インフォメーション
- 17:28 交通情報
- 17:30 ラジオ劇団『小さな奇跡』〈テイクアンドギヴ・ニーズ〉
- 17:43 毎日新聞 × RADIO INSIGHT〈毎日新聞〉
- 17:56 交通情報
- 18:00 WONDERFUL JOGLIS
- 18:23 交通情報
- 18:27 PARCO NEWS PEOPLE Before&After〈PARCO〉
- 18:45 エンディング
- 18:50 あぐりずむ、TOKYO FMトラフィック

| TOKYO FM 月曜 - 木曜 16:00 - 17:00枠 | TOKYO FM 月曜 - 木曜 16:00 - 17:00枠       | TOKYO FM 月曜 - 木曜 16:00 - 17:00枠             |
| 前番組 | 番組名                                     | 次番組                                           |
| --- | ------------------------------------------ | ------------------------------------------------ |
| DIARY （2008年4月 - 2009年3月） ※14:00 - 16:30 【14:00 - 16:00に短縮して継続】Bible （2008年10月 - 2009年3月） ※16:30 - 17:00                                                                 | WONDERFUL WORLD （2009年4月 - 2010年3月）  | 4ROOMS （2010年4月 - 9月） ※16:00 - 19:00        |
| TOKYO FM 月曜 - 木曜 17:00 - 18:50枠 |                                            |                                                  |
| ENTERMAX （2006年4月 - 2007年3月） ※15:00 - 17:55 【14:00 - 17:00枠へ移動して継続】Evening File （2006年4月 - 2007年3月） ※18:00 - 18:30Hummingbird （2006年10月 - 2007年3月） ※18:30 - 19:00 | WONDERFUL WORLD （2007年4月 - 2010年3月）  | 4ROOMS （2010年4月 - 9月） ※16:00 - 19:00        |
| TOKYO FM 月曜 - 木曜 18:50 - 19:00枠 |                                            |                                                  |
| Hummingbird （2006年10月 - 2007年3月） ※18:30 - 19:00 | WONDERFUL WORLD （2007年4月 - 2009年12月） | あぐりずむ （2010年1月 - 3月）                   |
| TOKYO FM 月曜 - 木曜 19:00 - 19:55枠 |                                            |                                                  |
| MAGICAL DASH! （2006年4月 - 2007年3月） ※月曜 - 水曜 19:00 - 20:55・木曜 19:00 - 19:55 | WONDERFUL WORLD （2007年4月 - 2009年3月）  | A・O・R （2009年4月 - 2010年3月） ※19:00 - 21:30 |